# Барсегян Тагуї Степанівна
Барсегян Тагуї Степанівна (вірм. Թագուհի Ստեփանի Բարսեղյան, нар. 19 січня 1959, Єреван) - вірменська художниця, живописець і художник кіно. Працювала в манері концептуалізму з елементами сюрреалізму. Член Спілки художників Вірменії починаючи з 1981 р., Національної спілки художників України з 1998 р.
У 1974 році закінчила навчання в Єреванському художньому училищі імені П. Терлемезяна. Де вона навчалася під керівництвом К. Єгіазаряна і А. Газаряна. Протягом двох років, з 1978 по 1980 рр. працювала художником–постановником кіностудії: «Вірменфільм» і Єреванській телестудії (1985-1987 рр .. ).
Персональні виставки художниці проводилися в Єревані (1989 і 1994 рр.), Харкові (Україна,1996, 1999 рр.), Таборі (Чехія, 1999 р.), Джерсі–Сіті, Лос-Анджелес (США, 1999 р.), Парижі (Франція, 1999).

## Основні твори
- «Портрет дівчини» (1980),
- «Ілюзія» (1988),
- «Батьківщина» (1989),
- «Імператор» (1996),
- «Хід» (1996),
- «Ілюзія»,
- «Сім'я»,
- «Відродження» (1989),
- «Зустріч» (1994),
- «Процесія», «Хід»,
- «Імператор» (1996),
- «Свято» [Архівовано 20 лютого 2018 у Wayback Machine.] (1997),
- «Різдво» [Архівовано 10 серпня 2018 у Wayback Machine.] (1998),
- «Жовтий настрій»,
- «Подання» (1998).

Твори зберігаються в Музеї сучасного мистецтва у Вірменії, Музеї сучасного російського мистецтва в США, Джерсі-Сіті, Харківській міській художній галереї імені С. Васильківського. Жила і працювала в Харкові і Нью-Йорку (з 1994).